# 浜松市雄踏地域自治センター
浜松市雄踏地域自治センター（はままつしゆうとうちいきしちセンター）は、かつて静岡県浜松市西区（現・中央区）雄踏町にあった、浜松市の雄踏地区の地域や住民サービスを実施する行政機関。
浜松市雄踏協働センター（はままつしゆうとうきょうどうセンター）は、静岡県浜松市中央区雄踏町にある行政機関。

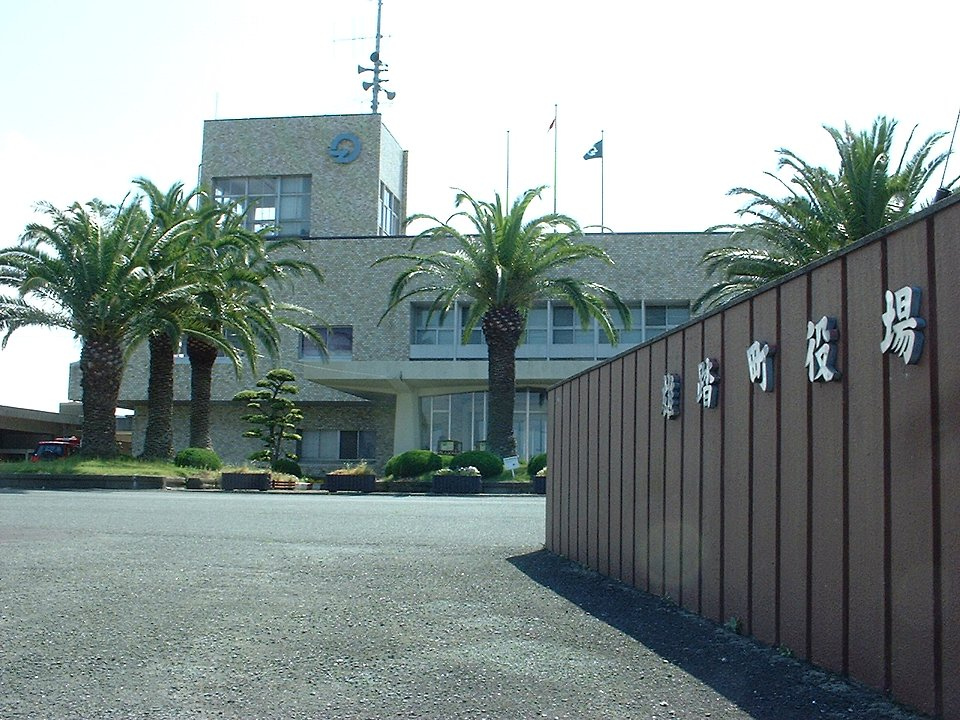
旧浜松市雄踏総合事務所の建物
（雄踏町役場時代）

## 概要

### 沿革
- 2005年7月1日 - 浜松市が雄踏総合事務所を開所。旧雄踏町の町役場庁舎を利用。
- 2007年4月1日 - 浜松市が政令指定都市に移行。西区役所が旧雄踏町役場庁舎に設けられ雄踏総合事務所は廃止。西区役所の中に地域自治区や住民サービスを扱う雄踏地域自治センターが設置された。
- 2010年1月 - 庁舎を改修して浜松市外国人学習支援センター（U-ToC）を開設。2階にはブラジル人・ペルー人向け外国人学校のムンド・デ・アレグリア学校が入居する。
- 2012年4月1日 - 地域自治区廃止に伴い、雄踏協働センターに改組し、雄踏文化センター内に移転。なお、地域の振興などの課題は、西区協議会が扱うことになった。

### 雄踏総合事務所時代の機関
- 雄踏文化センター

## 交通機関
- 遠州鉄道バス